# Pedro Chillida
Pedro Chillida Aramburu (¿? -  1956) fue un militar español, que fue presidente de la Real Sociedad de Fútbol desde 1942 hasta 1945.
Fue padre del famoso escultor Eduardo Chillida. Su hijo le consideró una de las figuras que más le influyeron para dedicarse al arte.

## Biografía
Militar de carrera. Se graduó en la Academia de Infantería de Toledo en 1909. Participó en las primeras fases de la guerra del Rif en la que fue condecorado varias veces, teniendo por aquel entonces el grado de teniente primero.
En 1922, siendo capitán y estando destinado en el regimiento de infantería "América" nº14, cuya guarnición estaba ubicada en Navarra, solicita licencia matrimonial para casarse con la donostiarra Carmen Juantegui. La familia se establece en la Plaza Zaragoza de San Sebastián, junto al Hotel Biarritz, propiedad de la familia de Carmen Juantegui. Aquí es donde nacieron los tres hijos del matrimonio, entre los que destacaría el que sería famoso escultor Eduardo Chillida, nacido en 1924, y Gonzalo Chillida, pintor nacido en 1926.
En 1935 Chillida pasó a la reserva con el grado de comandante en la reserva. De ideología conservadora, al finalizar la Guerra Civil fue nombrado por las autoridades franquistas miembro de las comisiones clasificadoras de prisioneros de guerra en Cataluña. Fue juez instructor en los juicios sumarísimos celebrados en los primeros meses de postguerra en Cataluña cargo que desempeñó con gran celo mandando asesinar a decenas de inocentes, fue un prolífico ejecutor del fascismo. En mayo de 1939 fue reincorporado al servicio activo con el grado de comandante. En 1940 se le traslada de la caja de recluta nº10 al regimiento de infantería nº22 en Burgos.
Pedro Chillida llegó a alcanzar el grado de comandante del ejército durante su carrera militar.

### Presidente de la Real Sociedad
Chillida se hizo cargo de la presidencia de la Real Sociedad tras la dimisión de Francisco Molins en 1942 a raíz del descenso del club a Segunda División. Molins había sido el presidente que se había hecho cargo del club durante el periodo de la Guerra Civil. El club se encontraba en aquellos años inmerso en una economía de guerra sin capacidad de realizar fichajes y traspasando jugadores para sobrevivir.
La primera medida de Pedro Chillida como presidente fue la de llamar a un entrenador que era perfecto conocedor del club, Benito Díaz, que se encontraba en Francia entrenando al Girondins de Burdeos. Gracias al "Tío Benito" al año siguiente (temporada 1942-43) la Real Sociedad volvió a Primera División. En esta ocasión la Real se impuso en su grupo, y luego superó en la liguilla final a Real Valladolid, Sporting de Gijón, SD Ceuta y Jerez CF, logrando el ascenso directo junto con el CD Sabadell. El equipo-base que ascendió a Primera estaba formado por Sebitas, Tellería, Izaga, Santi, Patri, Urbieta, Terán, Bidegain, Unamuno II, Ontoria y Pedrín. Entre los jugadores debutantes esa temporada se encontraban el delantero Unamuno II y el propio hijo de Pedro Chillida, Eduardo Chillida, que tuvo que retirarse a la temporada siguiente a raíz de una grave lesión. Tras abandonar su carrera futbolística y posteriormente sus estudios de arquitectura, Eduardo Chillida acabaría convirtiéndose en un escultor de fama internacional.
Sin embargo, las temporadas siguientes no son buenas para el club. Nuevamente en la temporada 1943-44 el equipo donostiarra perdió la categoría. El descenso no fue tan sonado como en la ocasión anterior, pero sí igual de inapelable. Con 17 puntos en 26 partidos, la Real se quedó a una victoria de forzar la promoción, pero descendió como penúltimo clasificado. Esta temporada sobresalió la figura de Vicente Unamuno, que disputó 26 encuentros, entre Liga, Copa, anotando la cifra de 24 goles. En esta ocasión, la estancia en Segunda División se iba a prolongar durante las tres temporadas siguientes.
La directiva siguió confiando en Benito Díaz y en la vuelta a segunda durante la temporada temporada 1944-45 la Real Sociedad se quedó muy cerca del ascenso, cuarta, a un punto de la promoción y dos del ascenso directo. Pedro Chillida dimitió a raíz del fallido ascenso y fue sustituido en la presidencia por Felipe Arteche, pero Díaz siguió al mando del timón deportivo realista y lograría el retorno a Primera División unos años después.